# Annemasse-Les Voirons-Agglomération
Die Annemasse-Les Voirons-Agglomération (inoffizielle Schreibweisen auch: Annemasse-Les Voirons Agglomération und verkürzt: Annemasse Agglo) ist ein französischer Gemeindeverband mit Rechtsform einer Communauté d’agglomération im Département Haute-Savoie, dessen Verwaltungssitz sich in dem Ort Annemasse befindet. Ein Teil der 12 Mitgliedsgemeinden liegt an der Grenze zum Schweizer Kanton Genf und bildet mit den Vororten von Genf ein zusammenhängendes Siedlungsgebiet. Der Gemeindeverband zählt 95.155 Einwohner (Stand 2022) auf einer Fläche von 78,18 km². Sein Präsident ist Gabriel Dublet (UDI), Bürgermeister von Saint-Cergues.

## Geschichte
Die Organisation gemeindeübergreifender Aufgaben in der Gegend von Annemasse begann 1966 mit der Gründung des SIVOM Agglomération Annemassienne. Dieses wurde 2002 in eine Communauté de communes umgewandelt und umfasste nur sechs Gemeinden in der direkten Nachbarschaft von Annemasse. Ein Jahr später schlossen sich die Gemeinden am Westhang der 1480 m hohen Bergkette Les Voirons zu einem eigenen Gemeindeverband zusammen, der Communauté de Communes des Voirons. Ende 2007 fusionierten die beiden Gemeindeverbände und nahmen die Rechtsform einer Communauté d’agglomération an.

## Aufgaben
Zu den vorgeschriebenen Kompetenzen gehören die Entwicklung und Förderung wirtschaftlicher Aktivitäten sowie die Raumplanung auf Basis eines Schéma de Cohérence Territoriale. Der Gemeindeverband bestimmt die Wohnungsbaupolitik. In Umweltbelangen betreibt er die Wasserversorgung,  die Müllabfuhr und ‑entsorgung, die Abwasserentsorgung und ist in für den Immissionsschutz und die Gewässerpflege im Becken der Arve zuständig. Er betreibt außerdem die Straßenmeisterei, die Rettungsdienste und den öffentlichen Nahverkehr.  Er ist außerdem zuständig für den Ausbau der Telekommunikations- und Datenübertragungsnetze auf seinem Gebiet.

## Mitgliedsgemeinden
Folgende 12 Gemeinden gehören der Annemasse-Les Voirons-Agglomération an:
| Gemeinde                             | Einwohner 1. Januar 2022 | Fläche km² | Dichte Einw./km² | Code INSEE | Postleitzahl |
| ------------------------------------ | ------------------------ | ---------- | ---------------- | ---------- | ------------ |
| Ambilly                              | 6.269                    | 1,25       | 5.015            | 74008      | 74100        |
| Annemasse                            | 37.595                   | 4,98       | 7.549            | 74012      | 74100        |
| Bonne                                | 3.268                    | 8,58       | 381              | 74040      | 74380        |
| Cranves-Sales                        | 7.476                    | 13,61      | 549              | 74094      | 74380        |
| Étrembières                          | 2.624                    | 5,43       | 483              | 74118      | 74100        |
| Gaillard                             | 11.054                   | 4,02       | 2.750            | 74133      | 74240        |
| Juvigny                              | 634                      | 2,71       | 234              | 74145      | 74100        |
| Lucinges                             | 1.709                    | 7,69       | 222              | 74153      | 74380        |
| Machilly                             | 1.139                    | 5,76       | 198              | 74158      | 74140        |
| Saint-Cergues                        | 3.779                    | 12,55      | 301              | 74229      | 74140        |
| Vétraz-Monthoux                      | 10.412                   | 7,11       | 1.464            | 74298      | 74100        |
| Ville-la-Grand                       | 9.196                    | 4,49       | 2.048            | 74305      | 74100        |
| Annemasse- Les Voirons-Agglomération | 95.155                   | 78,18      | 1.217            | –          | –            |

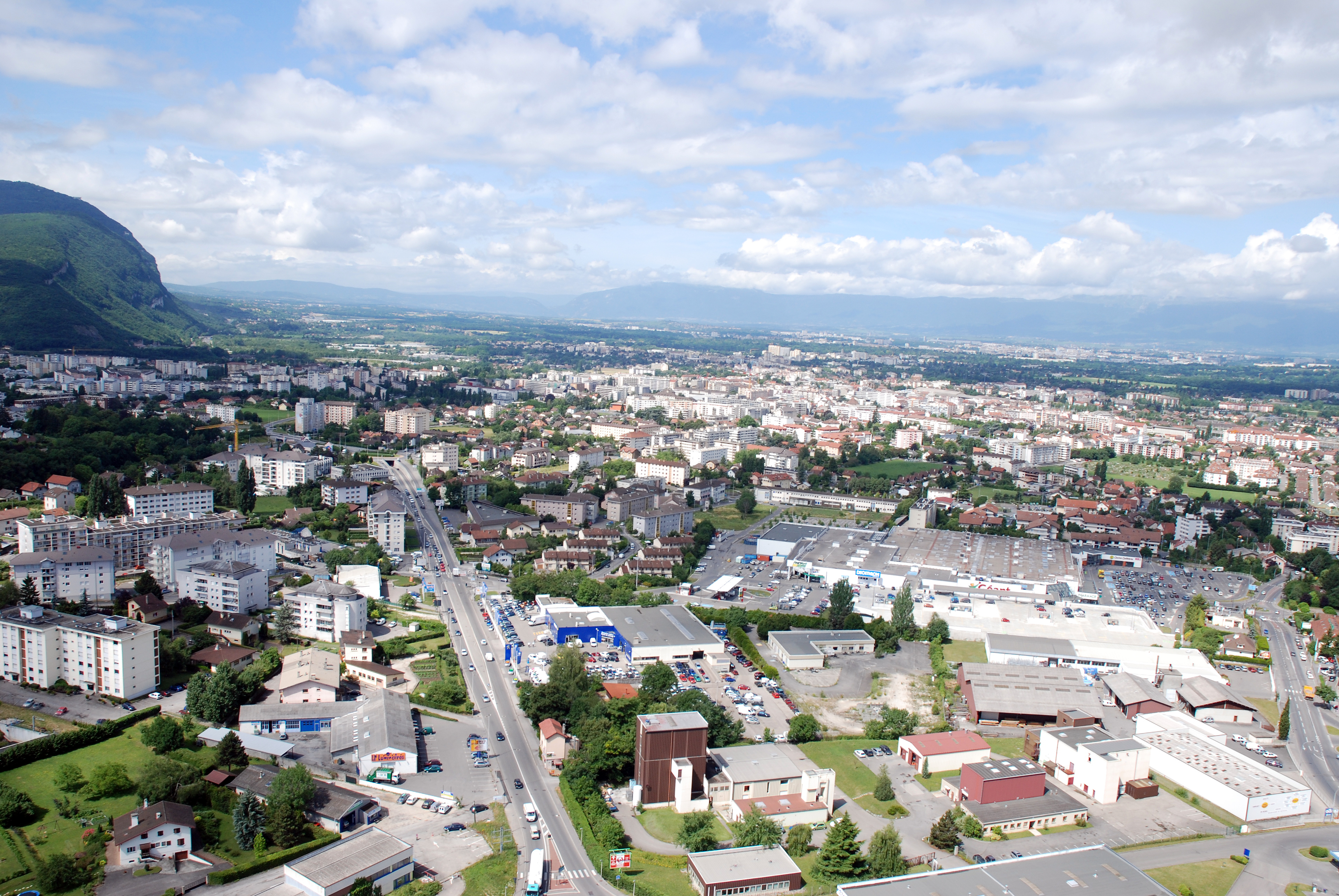
Annemasse und Nachbargemeinden bilden einen eigenen Ballungsraum im Genfer Becken
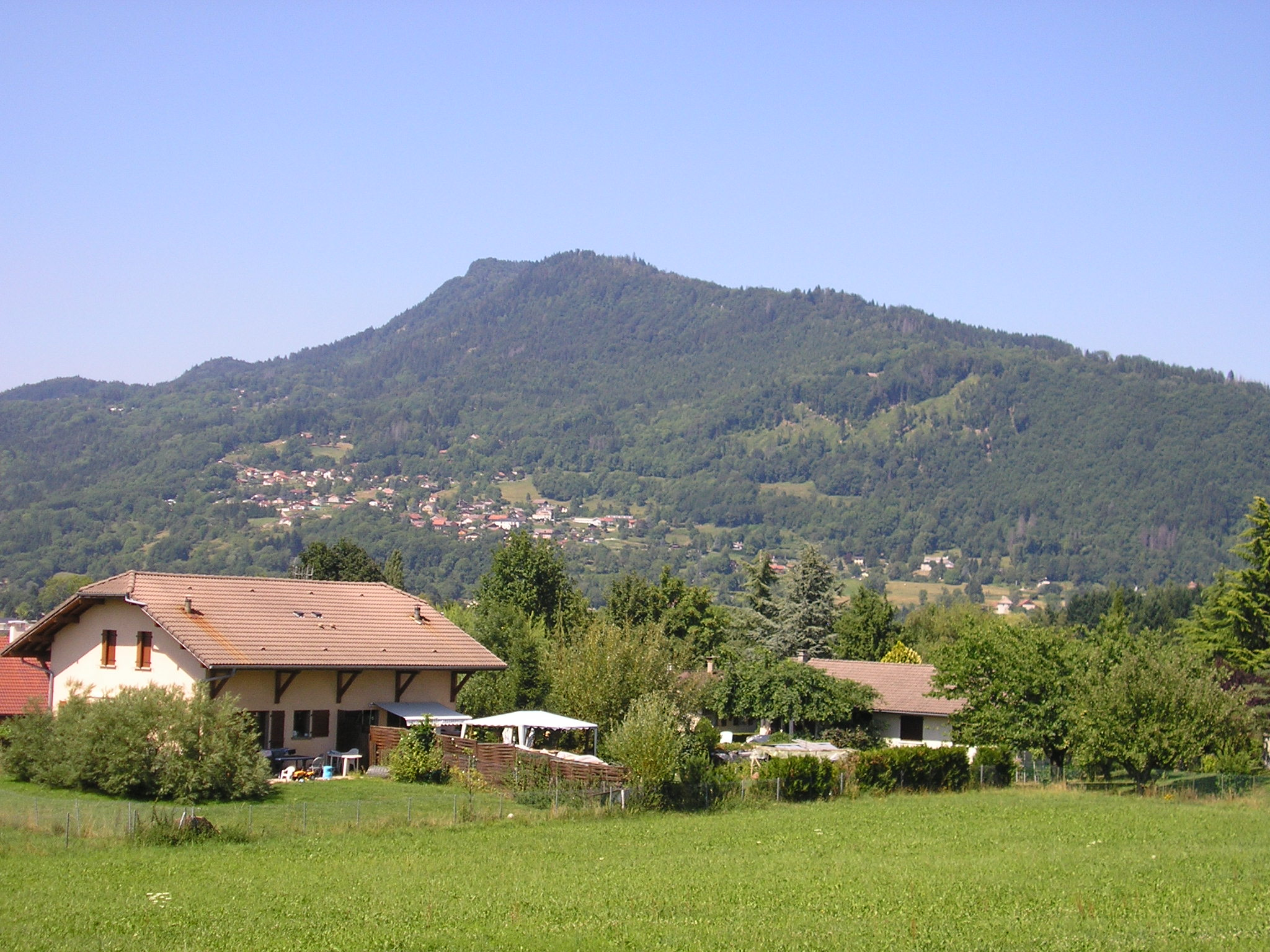
Der namensgebende Höhenzug Les Voirons